# Eddie Calvert
Eddie Calvert, nome d'arte di Albert Edward Calvert, anche conosciuto come Ted Gilbert (Preston, 15 marzo 1922 – Harare, 7 agosto 1978), è stato un trombettista britannico. Celebre per l'esecuzione strumentale nel 1954 di Oh Mein Papa di Paul Burkhard.

## Biografia
Figlio di un calzolaio, Eddie crebbe in una famiglia ove la musica della banda locale di ottoni, la Preston Town Silver Band  era molto apprezzata (il padre vi suonava la cornetta ed il trombone).  Egli fu presto in grado di suonare diversi strumenti e particolarmente bravo nel suonare la tromba   per cui divenne giovanissimo anch'egli membro a pieno titolo della banda. Entrò quindi a far parte della banda del Lancashire's Loyal Regiment.
Allo scoppio della seconda guerra mondiale fu arruolato nell'esercito e divenne portaordini, ma nel 1942, in seguito ad un incidente d'auto fu congedato per motivi di salute. Terminata la guerra egli riprese le sue esibizioni in locali vari finché fu assunto con contratti professionali in orchestre che suonavano i ritmi in voga a quei tempi, fra le quali quelle di Geraldo (1904 – 1974) e di Billy Ternet (1899 – 1977) , ove si mise subito in luce per il suo virtuosismo.
Nel corso di una sua esibizione in televisione con la Stanley Black Orchestra, un annunciatore entusiasta lo presentò come The Man With The Golden Trumpet (L'uomo dalla tromba d'oro), appellativo che lo accompagnò per tutta la sua successiva carriera musicale.
Lo stile di Calvert era insolitamente personale ed egli divenne un musicista famigliare per gli ascoltatori della BBC Radio e televisione durante gli anni cinquanta. Le sue prime registrazioni furono effettuate per la casa discografica Melodic (tra il 1949 ed il 1950), finché approdo alla Columbia Records dove incise Oh Mein Papa, divenuto presto un successo scalando la hit parade britannica (nove settimane in cima alla classifica e l'assegnazione del Disco d'Oro dall'ente inglese per la certificazione delle vendite di dischi musicali). Un anno più tardi incise un altro grande suo successo: Cherry Pink and Apple Blossom White (noto in Italia con il titolo Ciliegi rosa), che arrivò in prima posizione nel Regno Unito, rimanendovi per quattro settimane.
Altri record di vendite furono John and Julie, tratto dalla colonna sonora del film John and Julie, e Mandy, il suo ultimo maggior successo. Altre registrazioni furono Stranger in Paradise (1955), The Man with the Golden Arm (dal film L'uomo dal braccio d'oro), ma l'esecuzione di questa melodia fu bandita dalla BBC poiché contenuta in un film ove si tratta di tossicodipendenza. Calvert fu anche coautore, nel 1954, della canzone My Son, My Son, che divenne una hit della cantante inglese Vera Lynn. Nel 1956 ebbe un altro grande successo con Zambesi, di Nico Carstens e Anton de Vaal.
Via via che i gusti del pubblico cambiavano, nei primi anni sessanta le interpretazioni di Eddie Calvert furono sempre meno apprezzate dalle case discografiche. Nel 1968 Calvert, deluso dalla sua fortuna calante, lasciò l'Inghilterra per stabilirsi in Sudafrica. Ebbe ancora numerosi successi tenendo varie tournée, fra le quali alcune molto fortunate in Nuova Zelanda, ma all'età di 56 anni morì a seguito di un infarto miocardico.

## Discografia

### Album
- 1952 Yesterdays (Columbia, 33 JS 1095)
- 1954 Sensations in Sounds and Moods I Love (Essex Records, ESLP-107)
- 1954 The Man With The Golden Trumpet (Columbia, 33S 1020)
- 1956 Easy To Love (Columbia, 33 S 1071)
- 1958 In the golden city (Columbia, 33JSX 11007)
- 1958 Gabriel and The Twelve Ages of Man (Columbia, QSX 1238)
- 1959 My Horn Goes Round The World (Columbia, SCX 3271)
- 1960 Latin Carnival (Columbia, 33SX 1273)
- 1960 Eddie Calvert (Columbia, FP 1127 S)
- 1961 Vive la Piaf! (Columbia, 33SX 1334)
- 1965 All in The April Evening (and Other Faith Songs) (Columbia, SCX 3573)
- 1967 Eddie Calvert Salutes The Trumpet Greats (Columbia, SCX 6190)
- 1968 A Rambler On Safari (Columbia, SCX 6323)
- 1972 It's impossible and other great hits (Contour, 2870 188)
- 1976 Eddie Calvert at "The Sands" (EMP, EL 1)
- 1977 Italian Carnival (Regal, REG 1020)
- 1977 Two Lips From Amsterdam (CNR, 651.015)
- 2006 The Golden Trumpet (Xtra, 26526)
- ---- Eddie Calvert & His Golden Trumpet (Master Stereo, MS/0135)
- ---- With Love From....Eddy Calvert (Capri, CA 127-H)
- ---- Eddie's Golden Song Book (ABC-Paramount, ABCS-422)
- ---- Romantic London (Capitol Records, T10068)
- ---- Oh My Papa (Columbia, GHX 10005)

### Singoli
- 1951 Some Enchanted Evening/Mambo in F (Columbia, D.B. 2953)
- 1952 Cry My Heart/My Love, My Life (Columbia, D.B.3222)
- 1953 Oh, Mein Papa/Mystery Street (Columbia, D.B. 3337)
- 1954 Midnight/Margot’s Minuet (Columbia, D.B. 3444)